# Гањо (Ливорно)
Гањо је насеље у Италији у округу Ливорно, региону Тоскана.
Према процени из 2011. у насељу је живело 67 становника. Насеље се налази на надморској висини од 21 м.